# سانته چرینی
سانته چرینی (انگلیسی: Sante Ceccherini; ۱۵ نوامبر ۱۸۶۳ – ۹ اوت ۱۹۳۲) ورزشکار شمشیربازی اهل پادشاهی ایتالیا بود.
وی در مسابقات کشوری و بین‌المللی در مجموع برندهٔ ۱ مدال نقره شده‌است.